# 虞溥
虞溥（ぐ ふ、生没年不詳）は、中国の西晋の官僚・学者。『江表伝』の著者。字は允源。本貫は高平郡昌邑県。

## 経歴
父の虞秘が偏将軍として隴西に駐屯したとき、虞溥は父の赴任に従って赴き、古典の研究に専念した。戦場で閲兵が行われたとき、人々は争って見に行こうとしたが、虞溥は全く興味を示さなかった。郡により孝廉に推挙され、郎中となり、尚書都令史に任じられた。尚書令の衛瓘や尚書の褚䂮は虞溥の器量を高く評価した。
しばらくを経て公車司馬令に転じ、鄱陽国内史に任じられた。教育の充実と儒教による教化に尽力し、白烏が郡庭に集ったといわれる。『春秋』の経と伝に注釈したほか、『江表伝』5巻を編纂し、文章や詩賦は数十篇に及んだ。洛陽で死去した。享年は62。
子の虞勃が父の『江表伝』を東晋の元帝に献上すると、元帝はこれを秘書に所蔵させた。

## 伝記資料
- 『晋書』巻82 列伝第52